# 濃縮ウラン
濃縮ウラン（のうしゅくウラン）は、ウラン濃縮により、ウラン235の濃度を天然ウランよりも高めたものである。天然ウランには、非核分裂性のウラン238に対して、核分裂性のウラン235が約0.7%の割合で含まれている。濃縮ウランはこの割合を人工的に高めたもので、濃縮後のウラン235の割合を濃縮度という。濃縮度が20%以下のものを低濃縮ウラン、20%を超えるものを高濃縮ウランという。なお、ウラン235の濃度が天然ウランを下回るものは劣化ウラン（減損ウラン）という。

## 低濃縮ウラン
低濃縮ウラン(Low Enriched Uranium; LEU)は、濃縮度が20%未満の濃縮ウランを指す。
低濃縮ウラン燃料は、主に原子力発電所の核燃料として利用されている。世界の原子力発電所で主流となっている軽水炉では、軽水が減速材と冷却材を兼ねている。軽水は核分裂の連鎖に必要な中性子を多く吸収するため、軽水炉で天然ウランを燃料として利用することは困難である。軽水炉で核分裂を継続させるには、濃縮度2%から5%程度の低濃縮ウランを燃料として利用しなければならない。低濃縮ウラン燃料は天然ウランの核燃料よりも高価であるが、原子力発電所の総合的な安全性や経済性から、軽水炉を導入する国が増えている。
濃縮度5%以上20%未満のものはHALEU（高純度低濃縮ウラン）とされ高速炉などの第4世代原子炉に用いられる。

## 高濃縮ウラン

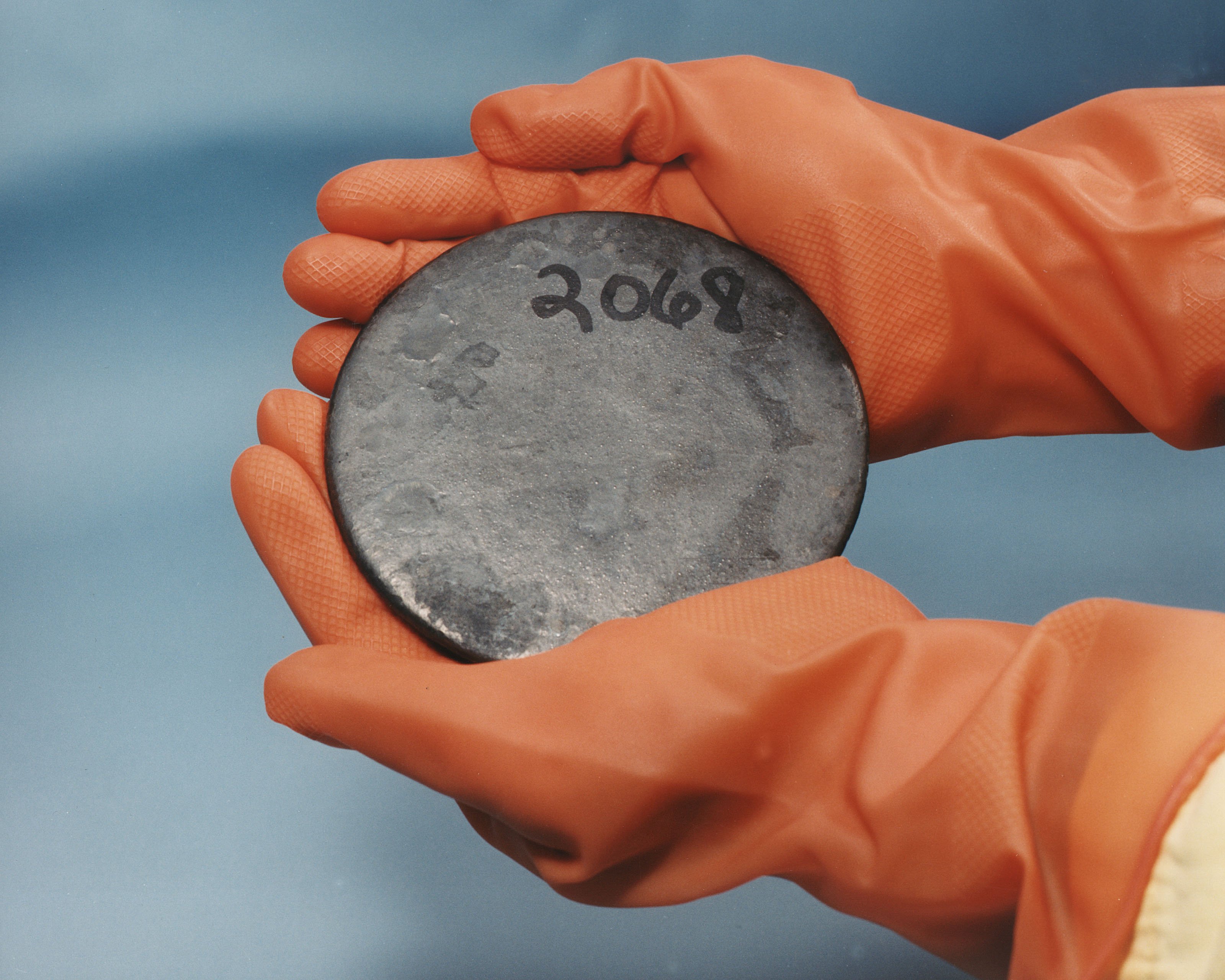
高濃縮ウラン金属のビレット

高濃縮ウラン(High Enriched Uranium; HEU)とは、核分裂を起こすウラン235の濃縮度を20%以上に高めたウランのことであり、原子爆弾、研究用原子炉、艦艇の原子力推進機関などに使用される。
高濃縮ウランは、一般的な商用原子炉で用いられる低濃縮ウラン燃料に対し、相対的に核暴走を引き起こしやすいため、取り扱いに注意を要する。原子爆弾向けには最低20%以上、実用上90%以上の濃縮度が必要とされている。このため、90%以上の濃縮度は、兵器級 (Weapons-grade) とも呼ばれる。
高濃縮ウランは、核兵器転用・核テロリズムの可能性があるため、それを燃料としていた原子炉の低濃縮ウラン利用への転換も進められている。
また、原子力推進機関を備えた艦艇で、高濃縮ウランが使用されるのは、原子炉稼動期間を長期にすることにより、燃料の交換を不要にするためである。原子力空母や原子力潜水艦の核燃料交換には、船体を大きく切り開く必要があり、多大な費用と工期が必要となり、特に原子力潜水艦は工事後の潜水中事故の可能性が上がるが、高濃縮ウランを使用することで、艦齢より長い原子炉稼動期間を実現し、理論的に運用期間中における核燃料の交換作業を不要とした。

## 生産と需要
ロシアは、ウランの国別生産量でみれば世界第6位であるが、世界のウラン濃縮能力でみれば約44％を占める国である。自国の消費のみならず各国への輸出も行っており、2023年、ロシア産濃縮ウランの輸入国のトップはアメリカ合衆国と中華人民共和国、大韓民国とフランスがそれに続いた。